# Абдуррахман ибн Абу Бакр
Абдуррахман ибн Абу Бакр (араб. عبد الرحمن بن أبي بكر‎; ок.  596 или 605 – 675) — арабский мусульманский военачальник на службе у исламского пророка Мухаммеда и праведных халифов Абу Бакра (ок.  632–634) и Умара (ок. 634–644). Его матерью была Умм Руман, и он был родным братом Аиши.
В отличие от остальных членов своей семьи, включая отца Абу Бакра и сестру Аишу, он не принимал ислам до заключения Худайбийского мирного договора в 628 году.
Четыре поколения семьи Абдуррахман имели честь быть сподвижниками (сахабами) исламского пророка Мухаммеда, а именно: Абдуррахман, его отец Абу Бакр Ас-Сиддик, его дед Усман Абу Кухафа и его сын Абу Атик Мухаммед. Считалось, что ни одна другая семья не имела такой чести.

## Биография
Будучи еще немусульманином, Абдуррахман сражался на стороне курайшитов в битвах при Бадре и Ухуде.
В битве при Бадре у него была возможность убить своего отца, Абу Бакра, но он принял другую сторону. Спустя годы, став мусульманином, он рассказал об этом отцу. На это Абу Бакр ответил: «Если бы у меня была такая возможность, я бы не пощадил тебя».
В битве при Ухуде, еще до начала боя, он вышел вперёд и бросил вызов на поединок. Абу Бакр принял вызов, но Мухаммед остановил его, сказав: «Вложи свой меч в ножны, и продолжим пользоваться твоими мудрыми советами».
Став мусульманином, Абдуррахман участвовал во всех сражениях, которые вели мусульмане, и прославился как свирепый воин, особенно во время мусульманского завоевания Сирии. Он был одним из членов мубаризунов и сражался на дуэлях в сражениях за мусульманскую армию. Подразделение мубаризунов армии рашидунов состояло из элитных воинов, которые были мастерами по владению по мечей , копий и хорошими лучникам. На поле боя его роль заключалась в подрыве морального духа противника до начала битвы, убивая их лидеров в дуэлях.
В битве при Ямаме он убил Мухаккама аль-Ямаму, генерала, командовавшего войсками Мусайлимы.
В битве при Ярмуке главнокомандующий византийскими войсками выбрал пятерых избранных воинов с византийской стороны, и они вызвали мусульман на поединок. Вызов принял Абдуррахман. На равнинах Ярмука состоялось множество поединков. Абдуррахман убил их всех одного за другим.
В битве при Бусре в Сирии он вошёл в город Босре через подземный ход, а затем устремился к городским воротам и открыл их для входа основной мусульманской армии.
Позже Абдуррахман был снова упомянут как участник мусульманской кампании в Бахнасе.  Византийские суданские войска бежали в город Бахнаса и заперли ворота. За ними последовали мусульмане, которые осадили город, в то время как враг был усилен прибытием 50 000 солдат, согласно сообщению Ахмада аль-Маккари. Осада затянулась на месяцы, пока Халид ибн аль-Валид не приказал Зубайру ибн аль-Авваму, Дирару ибн аль-Азвару и другим командирам усилить осаду. Он поручил командирам возглавить около 10 000 сподвижников Пророка, 70 из которых были ветеранами битвы при Бадре. Абд аль-Рахман был упомянут как один из командиров Рашидунов. Византийцы и их союзники-копты осыпали армию Рашидунов стрелами и камнями, пока Рашидуны не одолели защитников, поскольку Дирар, первый появившийся, вышел из битвы, все его тело было залито кровью, признаваясь в том, что он лично убил около 160 византийских солдат во время битвы. Мусульманской армии удалось прорваться через ворота и, штурмовав город, вынудить жителей сдаться. Согласно летописям, осада Бахнасы была настолько ожесточенной, что только в этой битве погибло 5000 сподвижников пророка (Сахаба), поскольку тысячи их могил все еще можно увидеть в наши дни.
Позже мусульманские войска осаждали Барку (Киренаику) около трёх лет, но безуспешно. Тогда Халид ибн аль-Валид, который ранее участвовал в завоевании Оксиринха, предложил радикальный план возведения катапульты, которая была бы заполнена мешками с хлопком. Затем, когда наступила ночь и городская стража спала, Халид приказал своим лучшим воинам, включая Абдуррахмана ибн Абу Бакра, Зубайра ибн аль-Аввама, его сына Абдуллаха, Фадля ибн Аббаса, Абу Масуда аль-Бадри и Абд ар-Раззака, выйти на платформу катапульты, которая затем была заполнена мешками с хлопком. Катапульта запустила их одного за другим на вершину стены и позволила этим воинам подняться на вершину городских стен, открыть ворота и убить стражу, тем самым позволив мусульманским войскам войти и захватить город.
После смерти Абдуррахман ибн Абу Бакр был похоронен в Мекке.